# Balmhorn
De Balmhorn is een berg in de Berner Alpen op de grens van de kantons Bern en Wallis in Zwitserland en is het hoogste punt van de Balmhorngroep, die tussen Kandersteg en Leukerbad ligt. De Balmhorn is tevens het hoogste punt van de gemeente Kandersteg en van de Berner Alpen ten westen van de Lötschenpas. Op oudere kaarten wordt een hoogte van 3709 m aangegeven. De hoogte is gedurende de laatste decennia verminderd door het slinken van de ijskap op de top.
In het noordwesten is de berg door een graat met de Altels verbonden. In het zuidwesten ligt de Rinderhorn, waarmee de berg tevens door een graat verbonden wordt. Ten westen van de Balmhorngroep ligt de Gemmipas. De zwaar vergletsjerde noordwand is zeer opvallend en bij helder weer tot in het Zwarte Woud te zien. De zuidflank van de berg loopt steil af naar Leukerbad. De oostwand torent uit boven de Lötschenpas. De berg ligt op de grens van de stroomgebieden van de Rijn en Rhône.

## Beklimming
De normaalroute voor de beklimming loopt van de westkant vanaf berghotel Schwarenbach op de Gemmipasweg via de Schwarzgletscher en de Zackengrat. De normaalroute is 's winters populair als skiroute. Andere routes leiden van de Balmhornhütte boven het Gasterntal aan de noordflank over de gletsjer of vanaf de Lötschenpas over de zuidoostgraat naar de top. De Wildelsiggrat is de route via de noordoostgraat vanaf de Balmhornhütte.

## Geologie
De kern van de Berner Alpen wordt gevormd door het kristallijne Aarmassief. Ten noorden van dit massief dagzomen de Helvetische Dekbladen, die voornamelijk uit Krijtaire en Jurassische kalksteen bestaan. De kalksteen helt zeer steil tegen het kristallijne massief aan. Dit komt door de druk uit het zuidoosten bij het omhoog komen van het Aarmassief. De steil staande kalksteen vormt in de westelijke Berner Alpen een serie markante toppen zoals die van de Balmhorngroep.

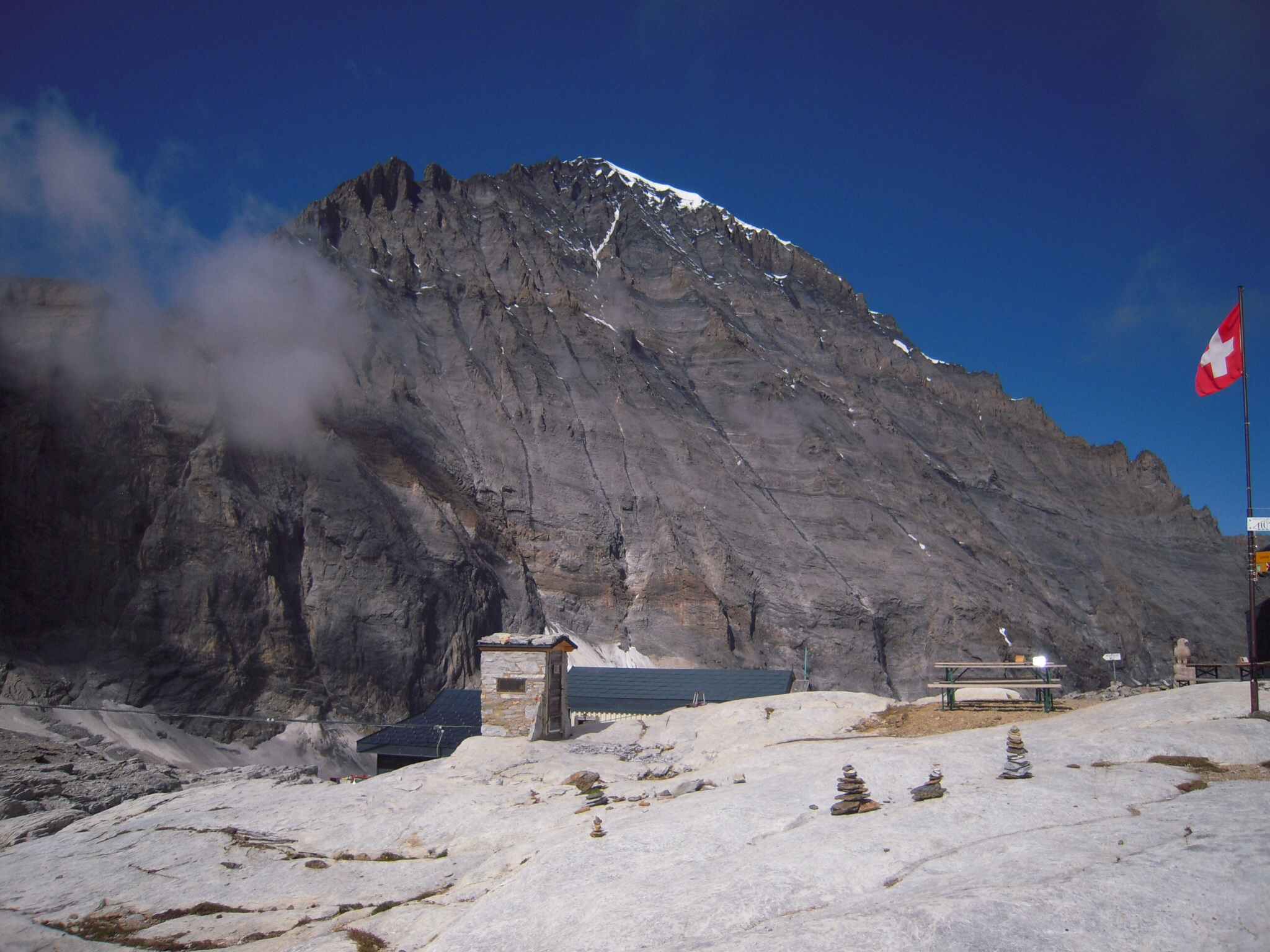
De oostwand van de Balmhorn, gezien vanaf de Lötschenpas (2690 m)

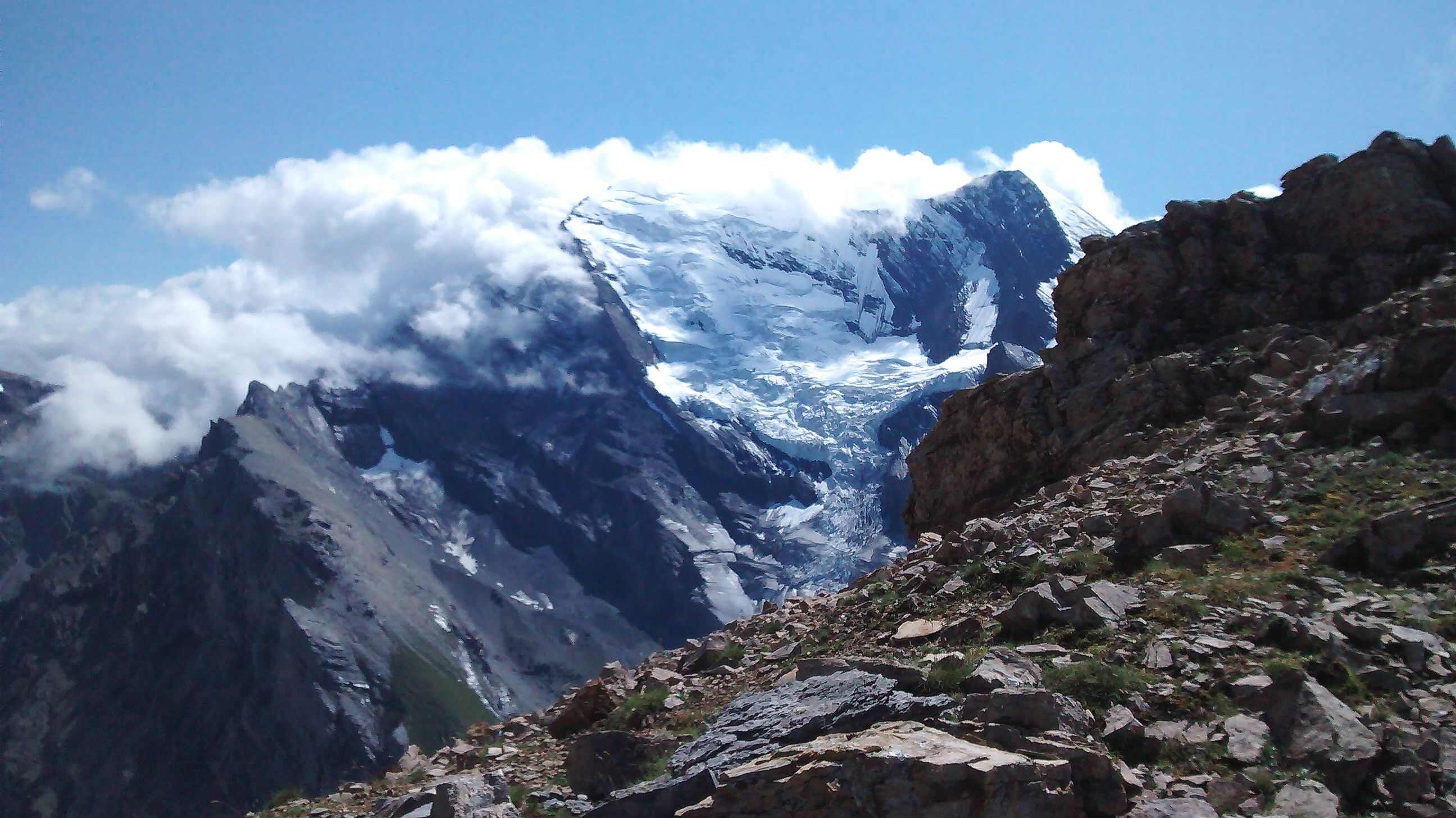
Balmhorn en Altels

## Etymologie
Het eerste deel van de naam is vermoedelijk afgeleid van een Keltisch woord balma voor een schuilplaats onder een overhangende rots, een toponiem dat in de Westalpen op meer plaatsen voorkomt, zowel in Duits-, Italiaans- als in Franstalig gebied. In De sage van de Gfelalp die over een bergweide aan de voet van de Balmhorn gaat, is sprake van zo'n schuilplaats. Het tweede deel horn "hoorn" is een algemeen voorkomend onderdeel van namen van bergtoppen in het Duitstalig Alpengebied.